# Lista planetelor minore: 291001–292000
Aceasta este lista planetelor minore cu numerele 291001–292000.

## 291001–291100
| Denumire | Denumire provizorie | Data descoperirii | Locul descoperirii | Descoperitor(i)     |
| -------- | ------------------- | ----------------- | ------------------ | ------------------- |
| 291001 – | 2005 XO85           | 2 decembrie 2005  | Kitt Peak          | Spacewatch          |
| 291005 – | 2005 XR92           | 10 decembrie 2005 | Catalina           | CSS                 |
| 291006 – | 2005 XY102          | 1 decembrie 2005  | Kitt Peak          | M. W. Buie          |
| 291012 – | 2005 YA4            | 22 decembrie 2005 | Pla D'Arguines     | R. Ferrando         |
| 291013 – | 2005 YY6            | 21 decembrie 2005 | Junk Bond          | D. Healy            |
| 291035 – | 2005 YE37           | 24 decembrie 2005 | Socorro            | LINEAR              |
| 291039 – | 2005 YU40           | 25 decembrie 2005 | Mount Lemmon       | Mount Lemmon Survey |

## 291101–291200
| Denumire | Denumire provizorie | Data descoperirii | Locul descoperirii | Descoperitor(i) |
| -------- | ------------------- | ----------------- | ------------------ | --------------- |
| 291111 – | 2005 YV174          | 29 decembrie 2005 | Palomar            | NEAT            |
| 291160 – | 2006 AE             | 2 ianuarie 2006   | 7300 Observatory   | W. K. Y. Yeung  |

## 291201–291300
| Denumire | Denumire provizorie | Data descoperirii | Locul descoperirii | Descoperitor(i) |
| -------- | ------------------- | ----------------- | ------------------ | --------------- |
| 291223 – | 2006 BM5            | 21 ianuarie 2006  | Anderson Mesa      | LONEOS          |
| 291233 – | 2006 BO29           | 23 ianuarie 2006  | Nyukasa            | Nyukasa         |

## 291301–291400
| Denumire        | Denumire provizorie | Data descoperirii | Locul descoperirii | Descoperitor(i) |
| --------------- | ------------------- | ----------------- | ------------------ | --------------- |
| 291325 de Tyard | 2006 BG191          | 29 ianuarie 2006  | Nogales            | J.-C. Merlin    |
| 291399 –        | 2006 CD60           | 11 februarie 2006 | Wrightwood         | J. W. Young     |

## 291401–291500
| Denumire | Denumire provizorie | Data descoperirii | Locul descoperirii | Descoperitor(i) |
| -------- | ------------------- | ----------------- | ------------------ | --------------- |
| 291422 – | 2006 DN14           | 21 februarie 2006 | Vicques            | M. Ory          |

## 291501–291600
| Denumire | Denumire provizorie | Data descoperirii | Locul descoperirii | Descoperitor(i) |
| -------- | ------------------- | ----------------- | ------------------ | --------------- |
| 291580 – | 2006 FZ49           | 29 martie 2006    | Črni Vrh           | Črni Vrh        |

## 291601–291700
| Denumire | Denumire provizorie | Data descoperirii | Locul descoperirii | Descoperitor(i) |
| -------- | ------------------- | ----------------- | ------------------ | --------------- |
| 291633 – | 2006 HY20           | 19 aprilie 2006   | Lulin Observatory  | Q.-z. Ye        |
| 291652 – | 2006 HE51           | 24 aprilie 2006   | Reedy Creek        | J. Broughton    |
| 291694 – | 2006 HF110          | 24 aprilie 2006   | Siding Spring      | SSS             |

## 291801–291900
| Denumire               | Denumire provizorie | Data descoperirii | Locul descoperirii | Descoperitor(i)       |
| ---------------------- | ------------------- | ----------------- | ------------------ | --------------------- |
| 291824 –               | 2006 KH133          | 25 mai 2006       | Mauna Kea          | P. A. Wiegert         |
| 291844 –               | 2006 ME13           | 24 iunie 2006     | Hibiscus           | S. F. Hönig           |
| 291849 Orchestralondon | 2006 OL2            | 18 iulie 2006     | Lulin Observatory  | Q.-z. Ye, H.-C. Lin   |
| 291855 –               | 2006 ON14           | 28 iulie 2006     | Andrushivka        | Andrushivka           |
| 291876 –               | 2006 PO17           | 15 august 2006    | Lulin Observatory  | C.-S. Lin, Q.-z. Ye   |
| 291898 –               | 2006 QN4            | 17 august 2006    | Goodricke-Pigott   | R. A. Tucker          |
| 291899 –               | 2006 QS4            | 18 august 2006    | Piszkéstető        | K. Sárneczky, Z. Kuli |

## 291901–292000
| Denumire | Denumire provizorie | Data descoperirii | Locul descoperirii | Descoperitor(i)  |
| -------- | ------------------- | ----------------- | ------------------ | ---------------- |
| 291921 – | 2006 QL23           | 21 august 2006    | Dax                | Dax              |
| 291922 – | 2006 QM23           | 20 august 2006    | Wildberg           | R. Apitzsch      |
| 291941 – | 2006 QW33           | 23 august 2006    | Marly              | Observatory Naef |